# Pengikik
Pengikik is een bestuurslaag in het regentschap Bintan van de provincie Riau-archipel, Indonesië. Pengikik telt 148 inwoners (volkstelling 2010).